# Callicebus ornatus
El tití ornamentado, huicoco de manos blancas o zocay (Callicebus ornatus) es un primate platirrino de la familia de los pitécidos.

## Distribución y hábitat
Se localiza al norte del río Guayabero desde la cordillera Oriental hasta el río Ariari, y se extiende por el piedemonte al menos hasta el río Upía. Existe una población de la especie en los bajos de las orillas australes del río Guayabero y, posiblemente, en un área del río Guaviare hacia el oriente; sin embargo, esto debe ser confirmado. Los límites orientales no están bien definidos, pero probablemente no se extienden más allá del río Metica.
Esta especie prefiere la vegetación ribereña con bosques poco desarrollados, los bajos, las orillas de caños y ríos, y las tierras bajas pobremente drenadas. Cerca a la población de San Juan de Arama (Meta), se puede encontrar a C. ornatus habitando en bosques de galería ubicados en las orillas de las quebradas locales, cuyo dosel alcanza entre 15 y 20 m de altura. Pueden ser encontrados también en parches aislados de bosque, incluso si estos han sido fuertemente intervenidos. Es endémico de un área restringida, en los bosques húmedos del occidente del departamento del Meta (Colombia), tanto en el piedemonte de la Cordillera Oriental como en la Sierra de la Macarena y las planicies aledañas, incluido el Parque nacional natural Tinigua.

## Descripción
La longitud cabeza-cuerpo se encuentra entre los 300 y 400 mm; la cola alcanza entre 400 y 500 mm para los dos sexos. Pesan alrededor de 1000 a 1100 g, y los machos son ligeramente más pesados que las hembras. Su pelaje es suave y esponjoso; en la espalda y la parte superior de los brazos y las patas es de color gris, mientras que el vientre, la parte inferior de brazos y las patas presentan coloraciones rojizas y blancas, en tanto que a diferencia de otras especies de este género, las manos y los pies son blancos. Las patas traseras están adaptadas para saltos relativamente largos. La cola es larga y tupida y no es prensil. La base de la cola es castaña o rojiza, pero mayoría de la cola y siempre su parte final es de color blanco. La cabeza es pequeña y redonda y el pelo sobre ella es de color marrón; sobre los ojos presenta una nítida banda o ceja blanca y también son blancos los pequeños mechones en las orejas. El pelaje es abundante a manera melena en las mejillas y la garganta y de color rojizo a ocre.

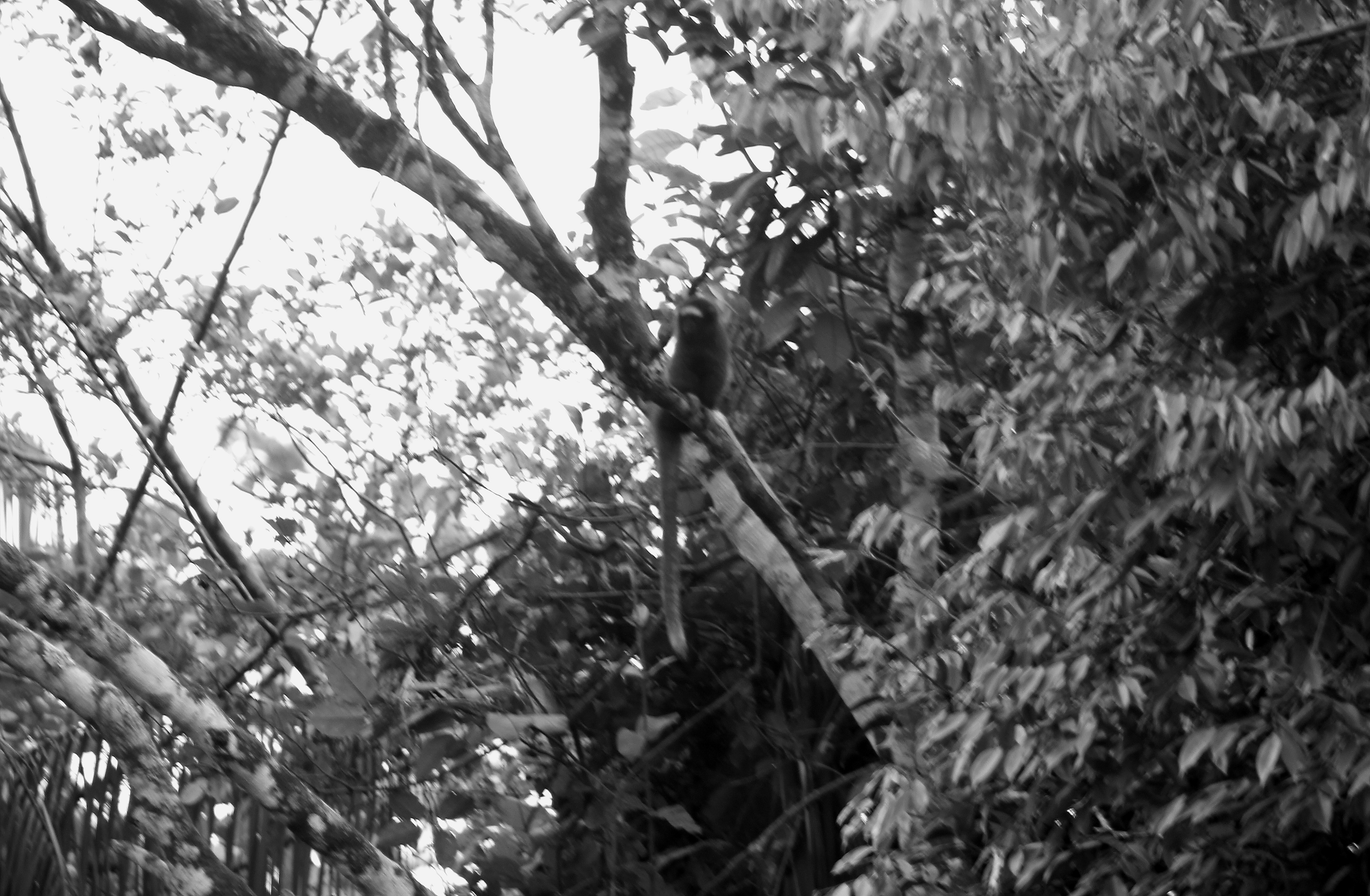
C.ornatus. Vista Hermosa, Meta, Colombia.

## Taxonomía
Denominada bajo la revisión de Hershkovitz como la subespecie Callicebus moloch ornatus y posteriormente como Callicebus cupreus ornatus en 1990. Actualmente se considera una especie válida denominada Callicebus ornatus. El análisis genético determinó que C. ornatus presenta un cariotipo diferente, con 44 cromosomas (2n = 44: 16Bi, 26 A) en contraste con 46 cromosomas de C. discolor (2n= 46: 16Bi, 28A). Otro factor que ha contribuido a la decisión de elevar a C. ornatus a la categoría de especie, es el relativo aislamiento geográfico frente a C. discolor, la especie morfológicamente más cercana, que habita 400 km al sur. A menores distancia habita C caquetensis, pero tampoco hay continuidad entre las áreas que estas especies habitan.
Tanto morfológicamente como en su comportamiento; se parece  a Callicebus discolor, especie recientemente diferenciada de C. cupreus.  que también presenta la banda blanca en la frente, pero, C. ornatus difiere de ambas especies por sus manos cubiertas de pelo blanco. El contraste es un poco mayor con la recientemente descrita especie Callicebus caquetensis, cuya banda en la frente es gris, la cabeza y la espalda de color castaño amarillento brillante con la base y parte superior de la cola, grises.

## Ecología y Comportamiento
El promedio del número de individuos que conforman los grupos de C. ornatus es usualmente de 2 a 4 con una pareja monógama y una o dos crías. Robinson encontró un promedio de 2,4 individuos por grupo en un bosque de galería en el departamento del Meta (n = 10), y un promedio de 3,87 individuos (n = 8) para otro tipo de bosque, Wagner encontró un promedio de 3.18 individuos para 48 grupos observados. Ocasionalmente, se observan grupos de cinco individuos.
Su área de dominio vital varía entre 0,5 ha en un bosque fuertemente perturbado y 14,2 ha en un bosque de dosel cerrado en el Centro de Investigaciones Primatológicas La Macarena. El promedio del recorrido diario de los grupos para la investigación de Mason fue de 570 m, mientras que para el grupo estudiado por Polanco fue de 615,5 m. Las densidades registradas para la especie varían desde las extremadamente altas, encontrada por Mason, de 400 individuos/km² en una reducida zona boscosa de 6,9 ha y Wagner 192 individuos/km², hasta 5 individuos/km² (cifra probablemente más adecuada), encontrada por Robinson en un bosque de galería.
La época de nacimientos ocurre entre los meses de enero y febrero. Según Sassenrath, el estro o ciclo sexual tiene una duración de 17 a 20 días, aunque es probable que sea similar al de Callicebus torquatus (16 días). Durante el periodo de apareamiento, la cópula o el intento de esta es bastante frecuente, y en ocasiones se realiza sin que hayan tenido lugar despliegues preliminares. Dos días después del nacimiento, el infante es cargado únicamente por el macho. Entre 3 y 4 meses de edad, el infante ya se moviliza independientemente, y al hacerlo permanece mucho más cerca al macho adulto que a la hembra.
El acicalamiento es una actividad importante de la relación macho-hembra y machojoven. El afecto entre los miembros del grupo de Callicebus, especialmente entre la pareja, puede ser uno de los mecanismos que permiten mantener unida la entidad grupal, aparentemente hasta la muerte de uno de los miembros.
Las vocalizaciones de C. ornatus son complejas, sobre todo la sonora vocalización de dueto utilizada por estos animales para regular el espacio y defender su territorio. Sorprendentemente, la emisión de grabaciones de gritos producidos por machos solteros provocaron que los dueños de un territorio particular se movieran alejándose de la fuente de sonido y grabaciones de vocalizaciones en dueto provocaron que los ocupantes del territorio vocalizaran también en dueto y se desplazaran paralelamente a la fuente de tal sonido.
Su dieta es folívora (con preferencia bursera inversa, cestrum racemosum, cissus microcarpa e inga spuria) pero complementa con frutos e insectos.

## Conservación
En 2008, la especie se catalogó en la Lista Roja de la UICN como vulnerable, justificado por una posible declive de su población a causa de la pérdida del 30% de su hábitat en las últimas tres generaciones (24 años), debido principalmente a la deforestación causada por la colonización humana y la presencia de cultivos ilícitos. Adicionalmente, el área de distribución de la especie, calculada en 20 000 km², se encuentra fragmentada, con continuo deterioro de su hábitat y pérdida de territorio.